# Nakumatt

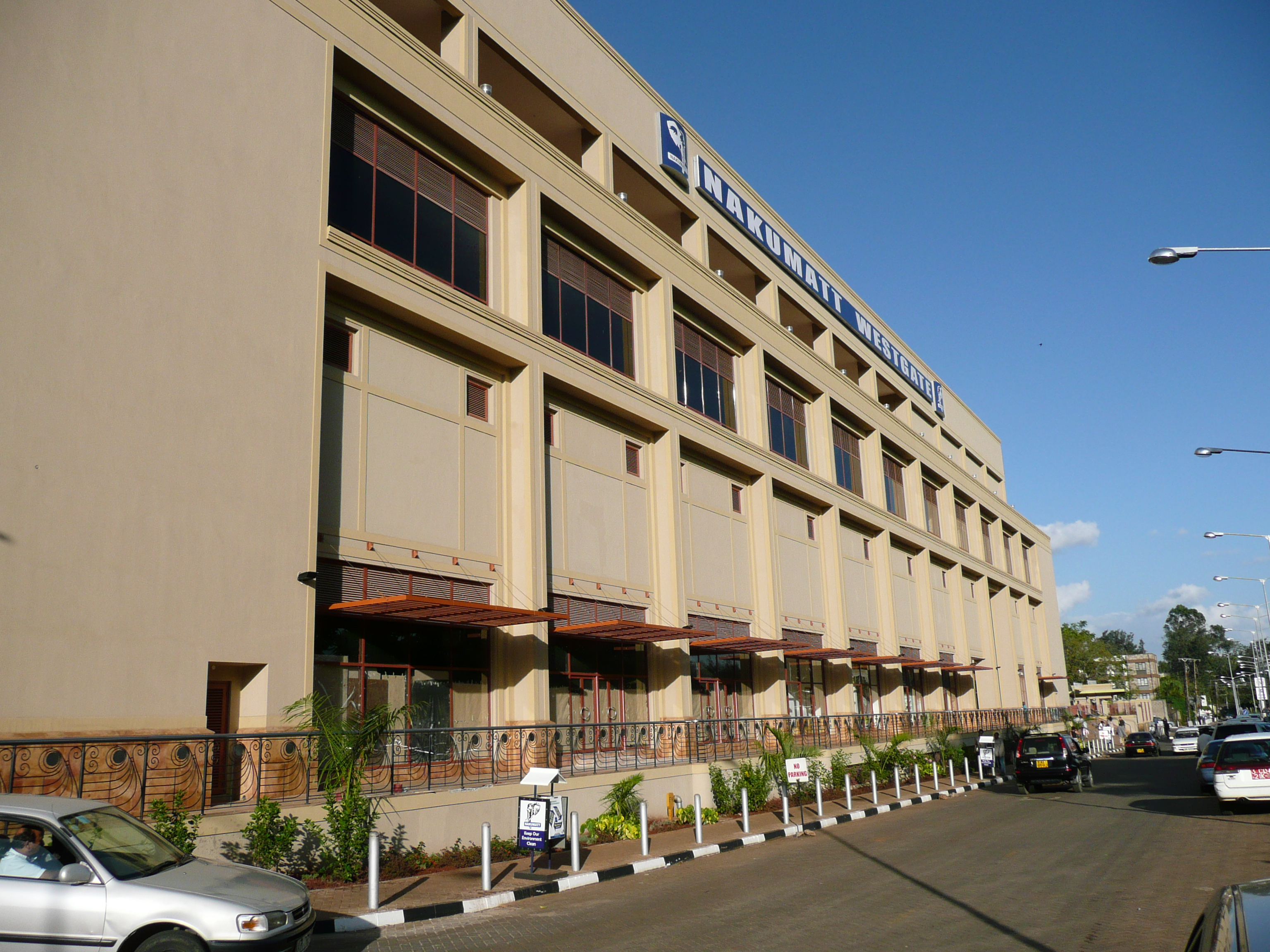
Nakumatt Westgate i Westlands i Nairobi.

Nakumatt är en östafrikansk varuhuskedja med säte och huvudsaklig verksamhet i Kenya där de sysselsätter omkring 3 200 personer i 18 butiker. Den första Nakumattbutiken öppnades 1987 av affärsmannen Atul Shah i Nakuru.
År 2008 öppnade den första butiken utanför landets gränser, i Rwandas huvudstad Kigali. En våldsam brand i en av butikerna i Nairobi dödade 25 personer år 2009.
Den 21 september 2013 angreps Nakumatt Westgate i den administrativa divisionen Westlands i Nairobi av en beväpnad grupp. Terrorgruppen al-Shabab tog på sig ansvaret för dådet.